# Palais Trevisan Cappello
Le palais Trevisan Cappello est un palais vénitien de style Lombardi situé dans le quartier de Castello, sur le Rio di Palazzo devant le palais Patriarcal (it), non loin de la Riva degli Schiavoni et de la Place Saint-Marc.

## L'histoire
Le bâtiment date du début du XVIè siècle : il a été commandé par la famille Trevisan de Bartolomeo Bon, adepte de Mauro Codussi. L'auteur de la bâtisse est inconnu, bien qu'attribué hypothétiquement à Guillaume Bergamasco.
En 1577, le palais est passé entre les mains de la grande duchesse de Toscane Bianca Cappello, comme cadeau donné par son frère François Ier de Medicis. En 1578, elle en fait don à son frère Victor Capello.

## Architecture
Il est l'un des édifices les plus séduisants architecturalement de la Renaissance vénitienne. La façade est caractérisée par le grand nombre de 37 ouvertures, réparties sur quatre étages. Au rez-de-chaussée trois portails donnent sur l'eau. La façade est animée par des dessins (pictographie égyptienne et grecque) de marbre et la présence de nombreux balcons de différents styles. Le plan est atypique, étant donné que le palais a été divisé en deux propriétés indépendantes.